# Делфт
Делфт (нидерл. Delft) — город и община в Нидерландах, в провинции Южная Голландия, на полпути между Роттердамом и Гаагой. Расположен на реке Схи. Население по состоянию декабрь 2017 года составляло 102 280 человек. Исторический центр города сохранился в основном с XVII века, в XIX веке Делфт существенно расширился и приобрёл индустриальный характер. Делфт был резиденцией Вильгельма Оранского и (де-факто) первой столицей Нидерландов. Принц Оранский был убит здесь в 1584 году и с тех пор традиционно членов нидерландской королевской семьи хоронят в Новой церкви Делфта. В настоящее время является одним из основных центров разработки высоких технологий в Нидерландах. Этому главным образом способствуют наличие в городе Делфтского технического университета и филиала Нидерландской организации прикладных научных исследований.

## География
Община (нидерл. gemeente) Делфт граничит с общинами Рейсвейк на севере, Мидден-Делфланд (бывший Схиплейден) на западе, Роттердам и Схидам на юге и Пейнаккер-Нотдорп на востоке. Делфт вместе с Рейсвейком входит в агломерацию Гааги, из центра Делфта через Рейсвейк можно попасть в центр Гааги, не покидая городскую застройку. От Схидама и Роттердама Делфт отделён польдером.
Через город в направлении с севера на юг проходят железнодорожная линия Амстердам — Роттердам — Брюссель, восточнее неё Схи, а по восточной окраине города — автодорога А13 Гаага — Роттердам. Исторический центр находится между железнодорожной линией и Схие, кампус технического университета — к югу от центра, а новые районы — западнее железнодорожной линии. Через Схи в черте Делфта перекинуто восемь мостов, три из которых закрыты для автомобильного движения.
Как почти в любом нидерландском городе, в Делфте прорыты сотни каналов, при этом судоходными являются только Схи, а для малых судов также каналы в историческом центре и канал, соединяющий Делфт и Масслёйс.

## История
Основание города относят к 1075 году. Делфт со временем развился в так называемый «водный город» с системой каналов. Название города происходит от слова нидерл. Delf — искусственно вырытый ров, канал. Самое древнее упоминание местного канала в письменном источнике датируется 1165 годом, предполагается, что от его названия «Делф», возможно и происходит топоним возникшего в этом районе города. Предположительно в XI веке здесь возникло поселение, быстро превратившееся в значительный центр торговли. 15 апреля 1246 года граф Голландии и Зеландии, король Германии Вильгельм II присвоил Делфту права города, тем самым сделав его одним из первых городов Голландии, получивших такие привилегии. Делфт в это время располагался вдоль современного Старого Канала (нидерл. Oude Delft), предположительно вырытого около 1100 года. В XIII веке была построена дамба, защищавшая район Делфта от наводнений со стороны Мааса, а в XIV веке прорыт канал (река Схи), соединивший Делфт с Маасом и Северным морем и существенно упрочивший торговое положение города. Около 1300 года «Старый город» с замком графов Голландских, а также каналами Ауде-Делфт и Ньюве-Делфт (нидерл. Nieuw Delft) был окружён стеной (в XIX веке заменена каналом). В месте слияния Схи и Мааса было основано зависимое от Делфта поселение, Делфсхавен («Делфтская гавань»), в настоящее время входящее в состав Роттердама. Основными товарами в это время были масло, ткани, ковры и пиво.
3 мая 1536 года произошёл катастрофический пожар, разрушивший большую часть города.
В 1584 году Вильгельм I Оранский, в течение недолгого времени находившийся в своей резиденции в монастыре святой Агаты (ныне Принсенхоф), был убит и похоронен в Новой церкви Делфта.
В XVII веке («Золотой век Нидерландов») Делфт переживал новый расцвет, связанный с подъёмом морской торговли. В городе находилась одна из шести контор Голландской Ост-Индской компании, а Делфт стал центром производства традиционной бело-синей («делфтской синей» — «нидерл. Delfts blauw») керамики (делфтский фаянс). В Делфте возникли десятки фабрик по производству керамики, построенных на месте пивоварен. Однако в 1654 году произошёл взрыв пороховых складов, снова разрушивший город и приведший к многочисленным жертвам. После взрыва город был отстроен, и существенная часть его центра сохраняется и по настоящее время, в едином архитектурном стиле. Во второй половине XVII века в Делфте сложилась художественная школа, к которой принадлежали, в частности, такие известные художники, как Ян Вермеер, Питер де Хох, Корнелис де Ман и Карел Фабрициус, погибший при взрыве пороховых складов.
После войны 1672 года начался упадок города, который уступает ведущее положение в регионе соседям, Гааге и Роттердаму. Торговое значение Делфта существенно уменьшилось. Во второй половине XIX века Делфт превратился в индустриально развитый город. В 1847 году было открыто железнодорожное сообщение с Роттердамом и Гаагой. В Делфте была открыта Королевская дрожжевая и спиртовая фабрика (нидерл. Koninklijke Nederlandsche Gist- en Spiritusfabriek), впервые в мире начавшая производить дрожжи по новой технологии. При фабрике, впервые в Нидерландах, был создан посёлок с домами, специально построенными для проживания рабочих фабрики (Агнета-парк, нидерл. Agnetapark). В 1842 году была открыта Королевская академия для подготовки гражданских инженеров, ныне Делфтский технический университет. В 1932 году в Делфте открылась Нидерландская организация прикладных научных исследований (нидерл. Nederlandse Organisatie voor toegepast-natuurwetenschappelijk onderzoek), и до сих пор в городе расположен офис одного из ее филиалов.

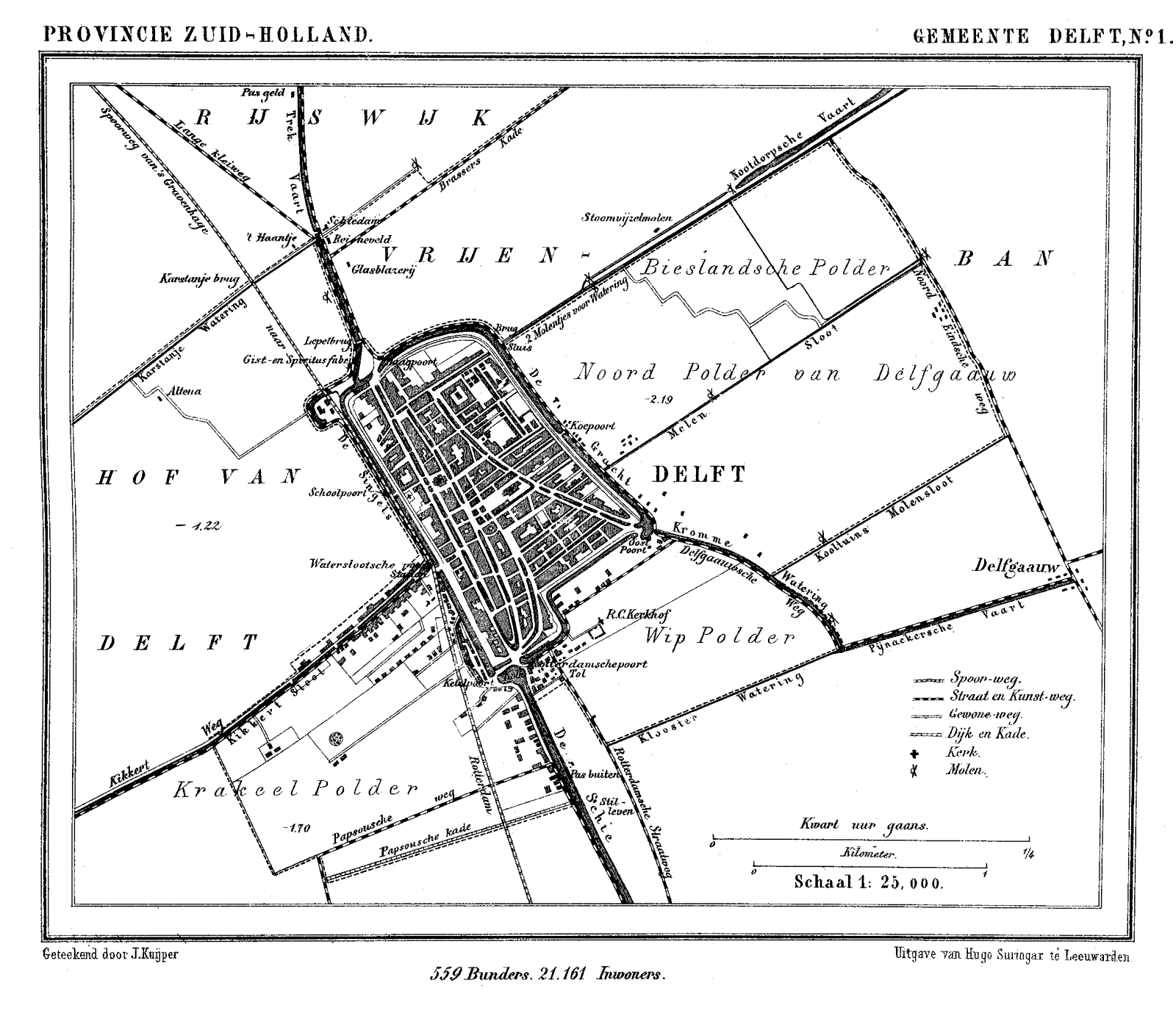
Карта Делфта 1870 года.

В первой половине XX века Делфт вышел за рамки, ограниченные бывшей (к тому времени разобранной) городской стены, включив районы Хоф-ван-Делфт и Врейенбан севернее центра. В 1960-х годах в Делфт были включены районы Поптахоф и Ворхоф, до сих пор принадлежащие к наиболее густонаселённым городским районам Западной Европы. В 1980-е годы южнее центра был построен район Тантхоф с традиционной для Нидерландов малоэтажной застройкой.

#### Производство керамики
С XVI века Делфт был крупнейшим центром по производству керамики. Это было связано с тем, что мастера Делфта научились создавать керамический черепок, внешне схожий с фарфором и при этом тонкий. В мастерских города копировали китайский и японский кобальтовый фарфор, изделия в стиле Людовика XIV.

### Символы города
Герб Делфта состоит из серебряного щита с вертикальной чёрной полосой, которая часто изображается с волнистой границей. Полоса обозначает канал («делф»). Герб был утверждён в качестве официального в 1816 году.
Флаг города состоит из трёх горизонтальных полос, двух внешних белых и внутренней чёрной. Флаг официально утверждён лишь в 1996 году, но использовался за сотни лет до этого, в частности, на флагах делфтских кораблей Ост-Индской компании.

## Население

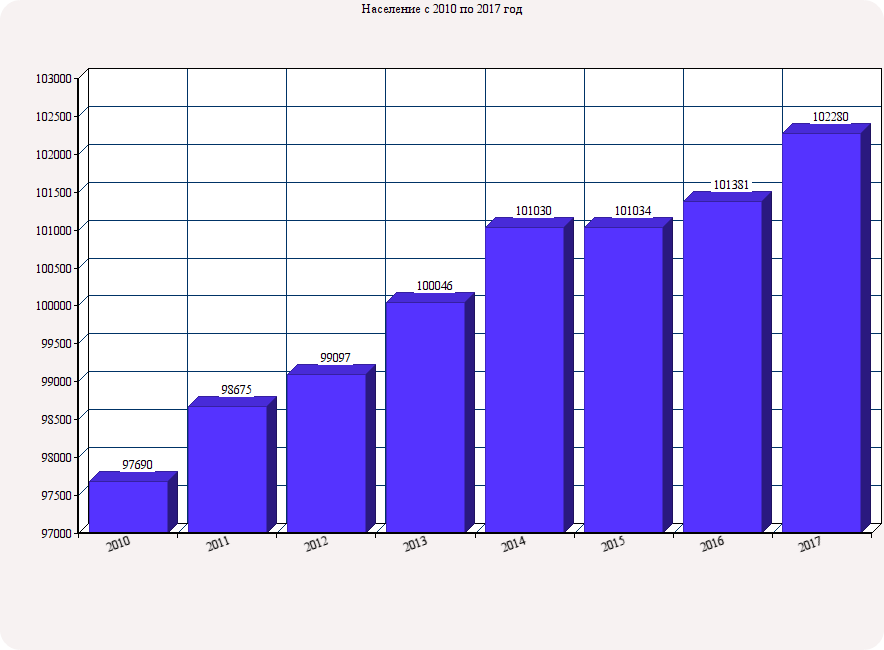
График изменения населения с 2010 по 2017 год

В 1587 году население Делфта составляло 14 тыс. человек. К 1680 году это значение упало до отметки около 9 тысяч чел. После этого, в период с 1680 по 1735 год оно поднялось до 24 тысяч и после этого вновь пошло на убыль, достигнув значения около 15 тысяч чел. Такие перепады в количестве населения были вызваны периодическим оттоком в расположенный неподалёку город — Роттердам. В 2010 году согласно данным Statistics Netherlands население Делфта составляло — 96 тысяч 800 чел. С этого периода и по 2017 год динамика роста населения росла вверх, ни разу не показав отрицательного значения. На 2017 год численность населения Делфт по данным Centraal Bureau voor de Statistiek составляет 102 280 чел.; плотность — 4443,95 чел./км².

## Транспорт

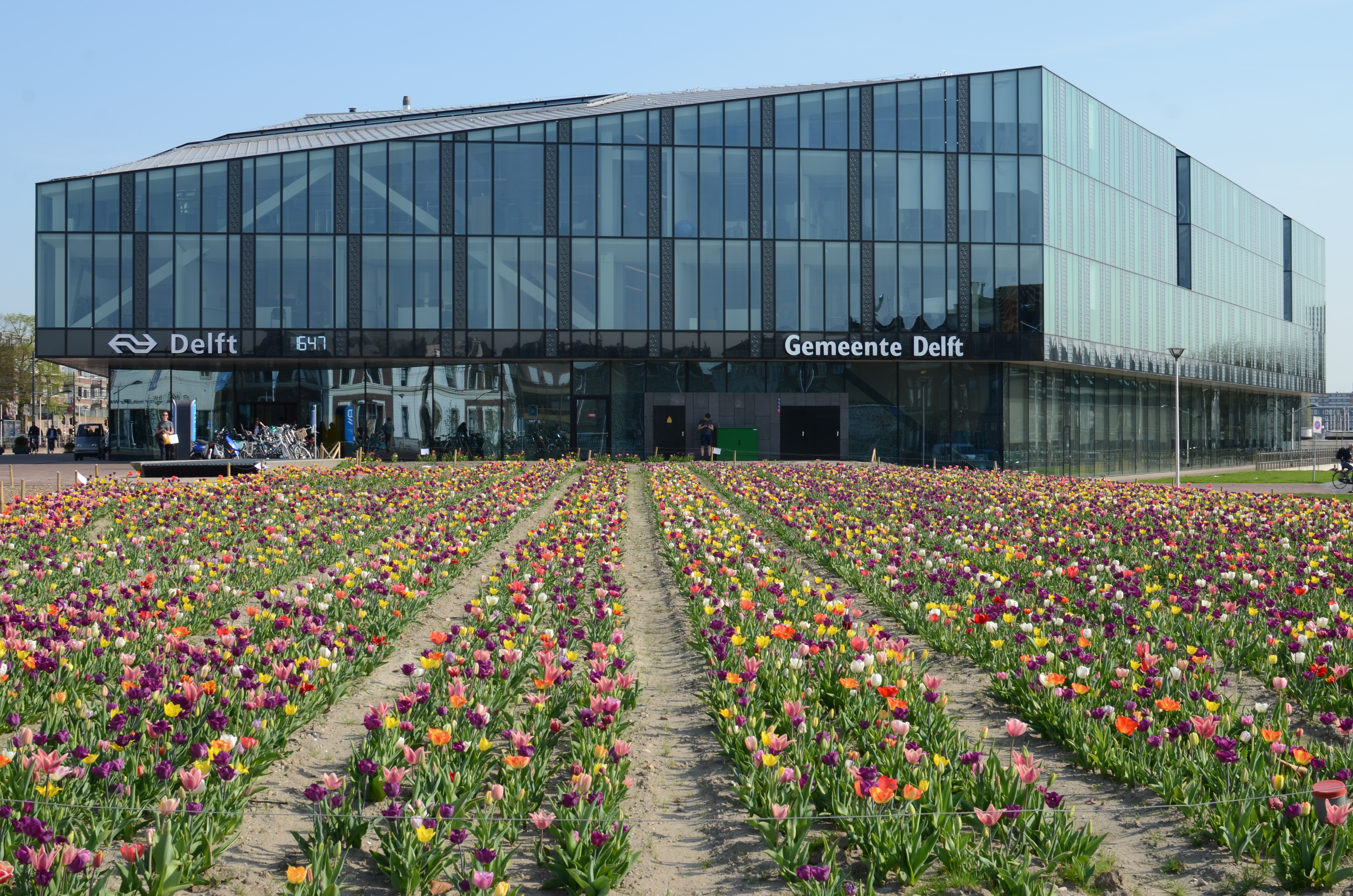
Здание железнодорожного вокзала в Делфте (часть здания, которая находится на фотографии справа, отдана муниципалитету).

Делфт связан автодорогами с другими городами Нидерландов. По его восточной окраине проходит дорога А13 Гаага—Роттердам, вдоль западной окраины — А4, начинающаяся в Амстердаме и ведущая в Роттердам. Дороги соединены национальной автострадой N470, пересекающей город в южной части и разделяющей районы Тантхоф, Ворхоф и Бёйтенхоф.
Через город проходит магистральная железная дорога Амстердам — Роттердам — Брюссель. На ней имеются два остановочных пункта: станция Делфт и платформа Делфт-Кампус (нидерл. Delft Campus), называвшаяся до начала 2020 года Делфт-Зюйд (нидерл. Delft Zuid). Делфт связан беспересадочным железнодорожным сообщением с Амстердамом, Гаагой, Роттердамом, Дордрехтом и Эйндховеном (с первыми тремя круглосуточно). На платформе Делфт-Кампус останавливаются лишь местные поезда, в ночное время она не функционирует. Часть железнодорожного пути проходит по тоннелю.
Наземный транспорт представлен более чем десятью маршрутами автобусов — как местных, так и связывающих Делфт с Гаагой, Роттердамом и другими городами. Автобусы управляются компанией Connexxion, маршруты имеют единую нумерацию по всей Южной Голландии. Кроме того, Делфт связан трамвайным сообщением с пригородами Гааги Схевенингеном (маршрут 1) и Лейдсендамом (маршрут 19), которое управляется Гаагским транспортным обществом, HTM.

## Достопримечательности

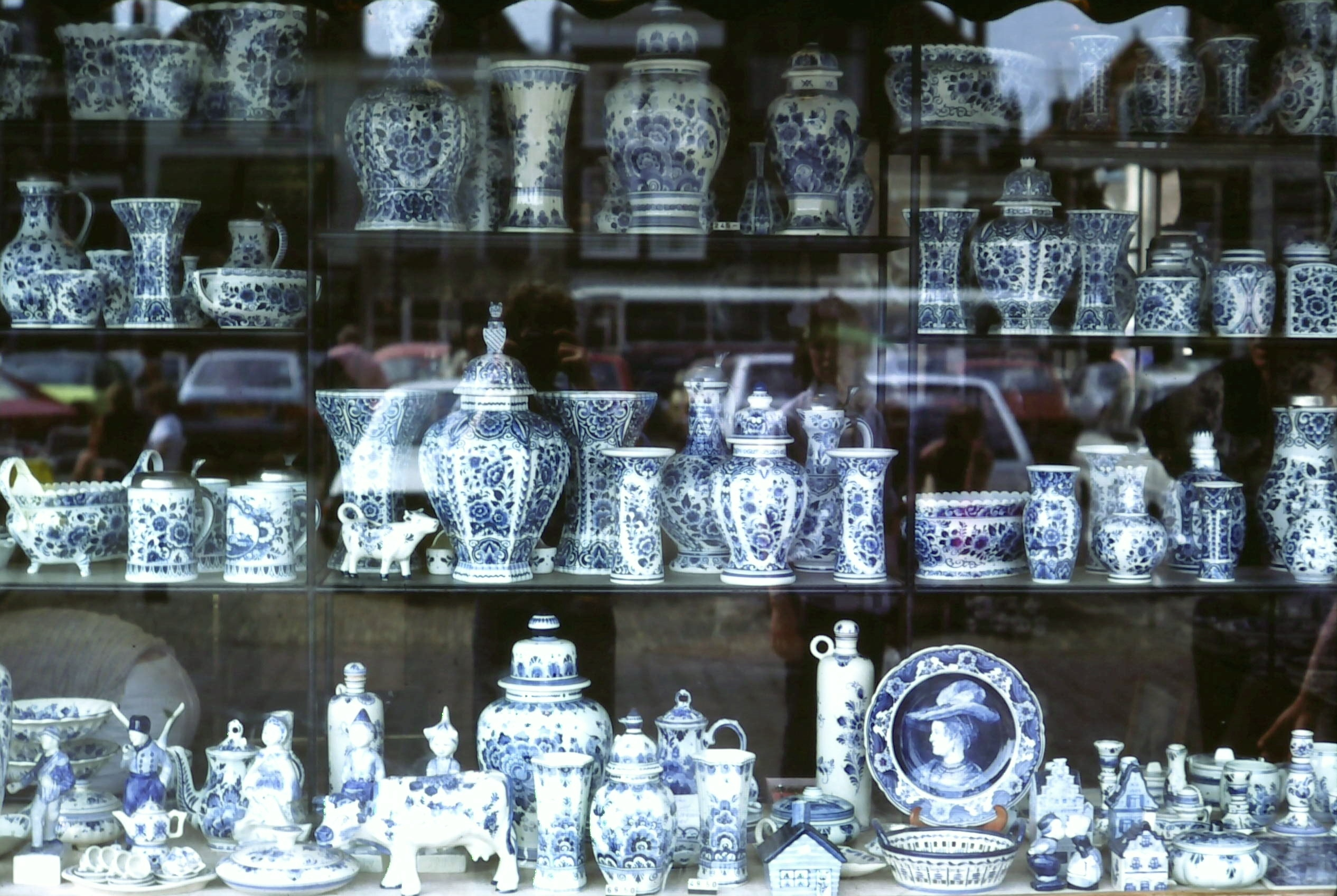
Витрина с продукцией из делфтского фаянса

Старая часть Делфта и на сегодняшний день представляет собой «облик водного города», чему способствует многочисленная сеть каналов. Сохранилась выполненная в готическом стиле Новая церковь (1351—1496), в которой располагаются гробницы членов Оранской династии и, к примеру, знаменитого юриста Гуго Гроция. Также, в городе располагается Принсенхоф — бывший монастырь святой Агаты, резиденция Вильгельма Оранского, ныне музей.
Город знаменит производством фарфора. Эта продукция узнаваема во всём мире своим сине-белым цветом. Благодаря этому город иногда называют «Голландская Фаэнца» (по аналогии с итальянским городом, что назван в честь фарфора). Производство фарфора является давним промыслом в городе и, согласно упоминаниям, уже в XVII веке здесь работало 30 фабрик. Появление фарфорового промысла связано с переселением итальянских мастеров и относится к XVI веку.
- Старая церковь (1246) — старейшая церковь Делфта. В настоящее время используется как музей. В ней похоронены многие известные жители города, в частности, Ян Вермер и Антони ван Левенгук. Накренившаяся башня-колокольня церкви является одной из важнейших туристических достопримечательностей города. Ещё в XIX в. её намеревались снести, но решили оставить и за ней осуществляется тщательный инженерно-технический присмотр[21].
- Часовня святого Ипполита (около 1400).
- Восточные ворота (нидерл. Oostpoort), единственные сохранившиеся ворота бывшей городской стены (около 1400).
- Ратуша, построена в 1618—1620 годах на рыночной площади в стиле нидерландского ренессанса. Включает башню бывшей тюрьмы, нидерл. het Oude Steen (около 1400), сохранившуюся после пожара 1536 года, старейшее сохранившееся здание города.
- Музей армии (нидерл. Legermuseum). В 2012 году принято решение о его переводе в Сустерберг — в состав объединённого Национального военного музея Нидерландов.
- Королевская фабрика фарфора. Одна из немногих, сохранившихся в городе.
- Могила Карла-Вильгельма Наундорфа, самозванца, выдававшего себя за французского короля Людовика XVII. Расположена на давно неиспользуемом кладбище около здания Королевской дрожжевой и спиртовой фабрики.

## Известные уроженцы
- Гейнзиус, Антоний
- Вермеер, Ян
- Левенгук, Антони
- Слат, Боян
- Де Клерк, Николас